# وادي الظهرة (المخادر)

تعديل مصدري - تعديل

وادي الظهرة محلة تابعة لقرية الظهرة، التابعة لعزلة السحول بمديرية المخادر إحدى مديريات محافظة إب في الجمهورية اليمنية، بلغ تعداد سكانها 124 حسب تعداد اليمن لعام 2004.